# 山本洋一
山本 洋一（やまもと よういち、1957年2月24日 - ）は大阪府出身のプロゴルファー。

## 来歴
茨木カンツリー倶楽部とは目の鼻の先にある茨木市立豊川中学校出身で、山本善隆・中村通、宮本康弘・前田新作・井戸木鴻樹も同校出身である。
12歳からゴルフを始め、今田慶之助に師事し、1981年にプロ入りする。
1984年の兵庫県オープンでは前田・吉川一雄・甲斐俊光に次ぐと同時に友利勝良・入江勉・木村政信を抑えての5位に入り、デサントカップ北国オープンでは初日を曽根保夫・海老原清治・内田繁・金井清一・栗原孝と並んでの7位タイでスタートし、2日目には前田と並んでの4位タイに着けた。アコムダブルスでは山本善とペアを組み、2日目に単独首位に立った湯原信光&デビッド・イシイ（アメリカ）ペアから2打差、島田幸作&磯崎功ペアと並んでの2位タイに着けた。
1985年には兵庫県オープンでは初日を吉川と並んで山本己沙雄の2位タイでスタートし、最終日には吉川・山本己に次ぐと同時に塩田昌宏・宮本康弘と並んでの3位タイ、デサント大阪オープンでは中尾豊健と並んでの7位タイに入った。
1986年には美津濃オープンで青木基正・岩下吉久・石井裕士・イシイと並んでの8位タイに入った。
1988年のデザント大阪オープンでは最終日に65をマークし、杉原輝雄・金山和雄・寺田寿・中村を抑えると同時に宮本省三をプレーオフで下して優勝。
同年の関西プロでは倉本昌弘・三上法夫・秋富由利夫・中村忠夫・中村・甲斐・中村彰男・友利に次ぐ10位タイに入る。
1989年には新韓東海オープン（韓国）で2連覇を狙う地元のパク・ナムシンは1打差抑え、1984年の海老原以来5年ぶり2人目の日本人優勝を飾る。
1991年のダイドードリンコ静岡オープンでは磯村芳幸・友利と並んで10位タイに入り、1996年には東急大分オープンで優勝し、1999年のダイドードリンコ静岡オープンを最後にレギュラーツアーから引退。

## 主な優勝
- 1988年 - 大阪オープン
- 1989年 - 新韓東海オープン
- 1996年 - 東急大分オープン